# Copenhagen (album de Galaxie 500)
Pour les articles homonymes, voir Copenhagen.
 (mai 2017).
Si vous disposez d'ouvrages ou d'articles de référence ou si vous connaissez des sites web de qualité traitant du thème abordé ici, merci de compléter l'article en donnant les références utiles à sa vérifiabilité et en les liant à la section « Notes et références ».
Albums de Galaxie 500
Uncollected
(1996) The Portable Galaxie 500
(1998)
Copenhagen est un album live de Galaxie 500, enregistré au Barbue à Copenhague le 1er décembre 1990, lors de la dernière date de leur dernière tournée européenne.
Il ne s'agit donc pas de la dernière prestation scénique du groupe, qui a continué à se produire par la suite aux États-Unis.
Cet unique album live officiel est paru en 1997, sur le label Rykodisc.

## Titres
Tous les titres ont été écrits par Galaxie 500, sauf mention contraire.
1. Decomposing Trees - 4:50
2. Fourth of July - 5:01
3. Summertime - 6:42
4. Sorry - 4:30
5. When Will You Come Home - 5:31
6. Spook - 4:54
7. Listen, The Snow is Falling (Yoko Ono) - 8:19
8. Here She Comes Now (The Velvet Underground) - 5:38
9. Don't Let Our Youth Go to Waste (Jonathan Richman) - 7:52